# Equazione esponenziale
Una equazione esponenziale è una equazione in cui l'incognita si trova come esponente di una qualsiasi base: è una equazione esponenziale ad esempio {\displaystyle a^{x+8}=x+2\;}, ma non {\displaystyle x^{a}+e^{3}=3\;}.

## Spiegazione
Per risolvere una equazione esponenziale, bisogna cercare di ricondurla a una forma ridotta del tipo {\displaystyle a^{x}=b\;}. In seguito si cerca di riportare {\displaystyle b} in dipendenza da {\displaystyle a}, portandosi a una forma del tipo {\displaystyle a^{x}=a^{c}\;}, ossia di ridurre tutti i termini dell'equazione a potenze con la stessa base. A questo punto si può passare agli argomenti e risolvere l'equazione  per {\displaystyle x=c\;}. Se non si può esprimere {\displaystyle b} come potenza di {\displaystyle a}, si deve ricorrere alla teoria dei logaritmi: {\displaystyle a^{x}=b\;} se e solo se {\displaystyle x=\log _{a}b\;}.

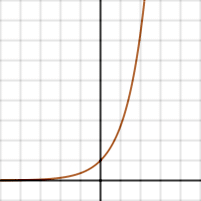
La funzione esponenziale per una base strettamente maggiore di 1.

Per calcolare più facilmente le soluzioni di un'equazione esponenziale, ci si può affidare anche al grafico della funzione esponenziale. Questo procedimento si rende necessario quando l'incognita compaia sia come esponente sia come base; in questo caso, infatti, l'equazione è trascendente, e non può essere risolta se non in casi particolari. Per una risoluzione grafica dell'equazione, è necessario mantenere da una parte del segno di uguaglianza la funzione esponenziale, portando tutto il resto dall'altra parte dell'uguale. A questo punto si disegna sul grafico la funzione esponenziale e la funzione rappresentata da tutto ciò che sta al di là del segno di uguale: si verifica poi il valore o l'insieme di valori per cui l'equazione è soddisfatta. Le soluzioni sono infatti rappresentate, sul grafico, dall'ascissa delle intersezioni tra i grafici delle funzioni.
Esempio: {\displaystyle e^{x}+x-1=0\;}.
Si riporta nella forma {\displaystyle e^{x}=-x+1\;}. Si disegna sul grafico la funzione esponenziale {\displaystyle f(x)=e^{x}\;} (grafico a fianco) e la retta {\displaystyle g(x)=-x+1\;}. Si verifica facilmente che le due funzioni si incontrano in un solo punto, {\displaystyle P(0,1)\;}. La soluzione dell'equazione è pertanto {\displaystyle x=0\;}.

## Esempi di risoluzione
Questo semplice esempio pratico permette di capire meglio come è possibile risolvere un'equazione esponenziale:
{\displaystyle \left({\frac {1}{5}}\right)^{6-x}=5} {\displaystyle \Rightarrow \left(5^{-1}\right)^{6-x}=5} {\displaystyle \Rightarrow -6+x=1} {\displaystyle \Rightarrow x=7}
Per prima cosa eleviamo alla -1 la frazione in modo da avere tutte le basi uguali, cioè 5, poi utilizzando le proprietà delle potenze moltiplichiamo per -1 gli esponenti in modo da poterli isolare dalle basi, che cancelliamo.
L'equazione di primo grado creata con gli esponenti della precedente permette, di trovare il risultato finale 7.
Ecco un altro esempio:
{\displaystyle 3^{5x+1}={\frac {1}{\sqrt[{5}]{9}}}\ \Rightarrow \ 3^{5x+1}={\frac {1}{\sqrt[{5}]{3^{2}}}}\ \Rightarrow \ 3^{5x+1}={\frac {1}{3^{\frac {2}{5}}}}\ \Rightarrow \ 3^{5x+1}=3^{-{\frac {2}{5}}}\ \Rightarrow \ 5x+1=-{\frac {2}{5}}\ \Rightarrow \ x=-{\frac {7}{25}}}
Stavolta sono state utilizzate le proprietà dei radicali e delle potenze, oltre all'artificio {\displaystyle 9=3^{2}}.